# Siedlungsgraben
Der Siedlungsgraben ist ein Schloot auf dem Gebiet der Stadt Aurich im Landkreis Aurich in Ostfriesland. Er entspringt etwa 500 Meter südlich von Pfalzdorf verläuft nach Osten am Luckmoor vorbei und mündet einen Kilometer westlich von Kollrunge in das Süder Tief der Harle.